# Tournoi de tennis de Dayton
Le tournoi de tennis de Dayton (Ohio, États-Unis), est un tournoi de tennis masculin du circuit professionnel ATP organisé sur moquette en salle de 1975 à 1980.

## Palmarès messieurs

### Simple
| No | Date       | Nom et lieu du tournoi | Catégorie | Dotation | Surface         | Vainqueur       | Finaliste       | Score         |  |
| -- | ---------- | ---------------------- | --------- | -------- | --------------- | --------------- | --------------- | ------------- |  |
| 1  | 28-01-1975 | , Dayton               |           | 30 000 $ | Moquette (int.) | Brian Gottfried | Geoff Masters   | 6-4, 4-6, 6-4 |  |
| 2  | 08-02-1976 | , Dayton               |           | 35 000 $ | Moquette (int.) | Jaime Fillol    | Andrew Pattison | 6-4, 6-7, 6-4 |  |
| 3  | 02-02-1977 | , Dayton               |           | 50 000 $ | Moquette (int.) | Jeff Borowiak   | Buster Mottram  | 6-3, 6-3      |  |
| 4  | 02-04-1978 | , Dayton               |           | 75 000 $ | Moquette (int.) | Brian Gottfried | Eddie Dibbs     | 2-6, 6-4, 7-6 |  |
| 5  | 26-03-1979 | , Dayton               |           | 50 000 $ | Moquette (int.) | Butch Walts     | Marty Riessen   | 6-3, 6-4      |  |
| 6  | 24-03-1980 | , Dayton               |           | 75 000 $ | Moquette (int.) | Wojtek Fibak    | Bruce Manson    | 7-6, 6-3      |  |

### Double
| No | Date       | Nom et lieu du tournoi | Catégorie | Dotation | Surface         | Vainqueurs                    | Finalistes                    | Score         |  |
| -- | ---------- | ---------------------- | --------- | -------- | --------------- | ----------------------------- | ----------------------------- | ------------- |  |
| 1  | 28-01-1975 | , Dayton               |           | 30 000 $ | Moquette (int.) | Ray Ruffels Allan Stone       | Paul Gerken Brian Gottfried   | 7-6, 7-5      |  |
| 2  | 08-02-1976 | , Dayton               |           | 35 000 $ | Moquette (int.) | Ray Ruffels Sherwood Stewart  | Jaime Fillol Charlie Pasarell | 6-2, 3-6, 7-5 |  |
| 3  | 02-02-1977 | , Dayton               |           | 50 000 $ | Moquette (int.) | Hank Pfister Butch Walts      | Jeff Borowiak Andrew Pattison | 6-4, 7-6      |  |
| 4  | 02-04-1978 | , Dayton               |           | 75 000 $ | Moquette (int.) | Brian Gottfried Geoff Masters | Hank Pfister Butch Walts      | 6-3, 6-4      |  |
| 5  | 26-03-1979 | , Dayton               |           | 50 000 $ | Moquette (int.) | Cliff Drysdale Bruce Manson   | Ross Case Phil Dent           | 3-6, 6-3, 7-6 |  |
| 6  | 24-03-1980 | , Dayton               |           | 75 000 $ | Moquette (int.) | Wojtek Fibak Geoff Masters    | Fritz Buehning Fred McNair    | 6-4, 6-4      |  |